# Wieleń Północny (gromada)
Wieleń Północny – dawna gromada, czyli najmniejsza jednostka podziału terytorialnego Polskiej Rzeczypospolitej Ludowej w latach 1954–1972.
Gromady, z gromadzkimi radami narodowymi (GRN) jako organami władzy najniższego stopnia na wsi, funkcjonowały od reformy reorganizującej administrację wiejską przeprowadzonej jesienią 1954 do momentu ich zniesienia z dniem 1 stycznia 1973, tym samym wypierając organizację gminną w latach 1954–1972.
Gromadę Wieleń Północny z siedzibą GRN w Wieleniu Północnym (obecnie w granicach Wielenia) utworzono – jako jedną z 8759 gromad na obszarze Polski – w powiecie pilskim w woj. poznańskim, na mocy uchwały nr 38/54 WRN w Poznaniu z dnia 5 października 1954. W skład jednostki weszły obszary dotychczasowych gromad Herburtowo, Kałądek, Marianowo, Mnieszek i Wieleń Północny ze zniesionej gminy Wieleń Północny w tymże powiecie. Dla gromady ustalono 13 członków gromadzkiej rady narodowej.
1 stycznia 1959 powiat pilski przemianowano na trzcianecki.
1 stycznia 1960 do gromady Wieleń Północny włączono miejscowości Folsztyn i Nowe Dwory ze zniesionej gromady Nowe Dwory w tymże powiecie.
Gromada przetrwała do końca 1972 roku, czyli do kolejnej reformy gminnej. 1 stycznia 1973 – tym razem w powiecie trzcianeckim – reaktywowano gminę Wieleń Północny (zniesioną ponownie 1 stycznia 1977).